# Publio Cornelio Dolabella (console 55)
Publio Cornelio Dolabella (in latino: Publius Cornelius Dolabella; 22 circa – Interamna Nahars, 69) è stato un magistrato e senatore romano, console dell'Impero romano.

## Biografia

### Origini familiari

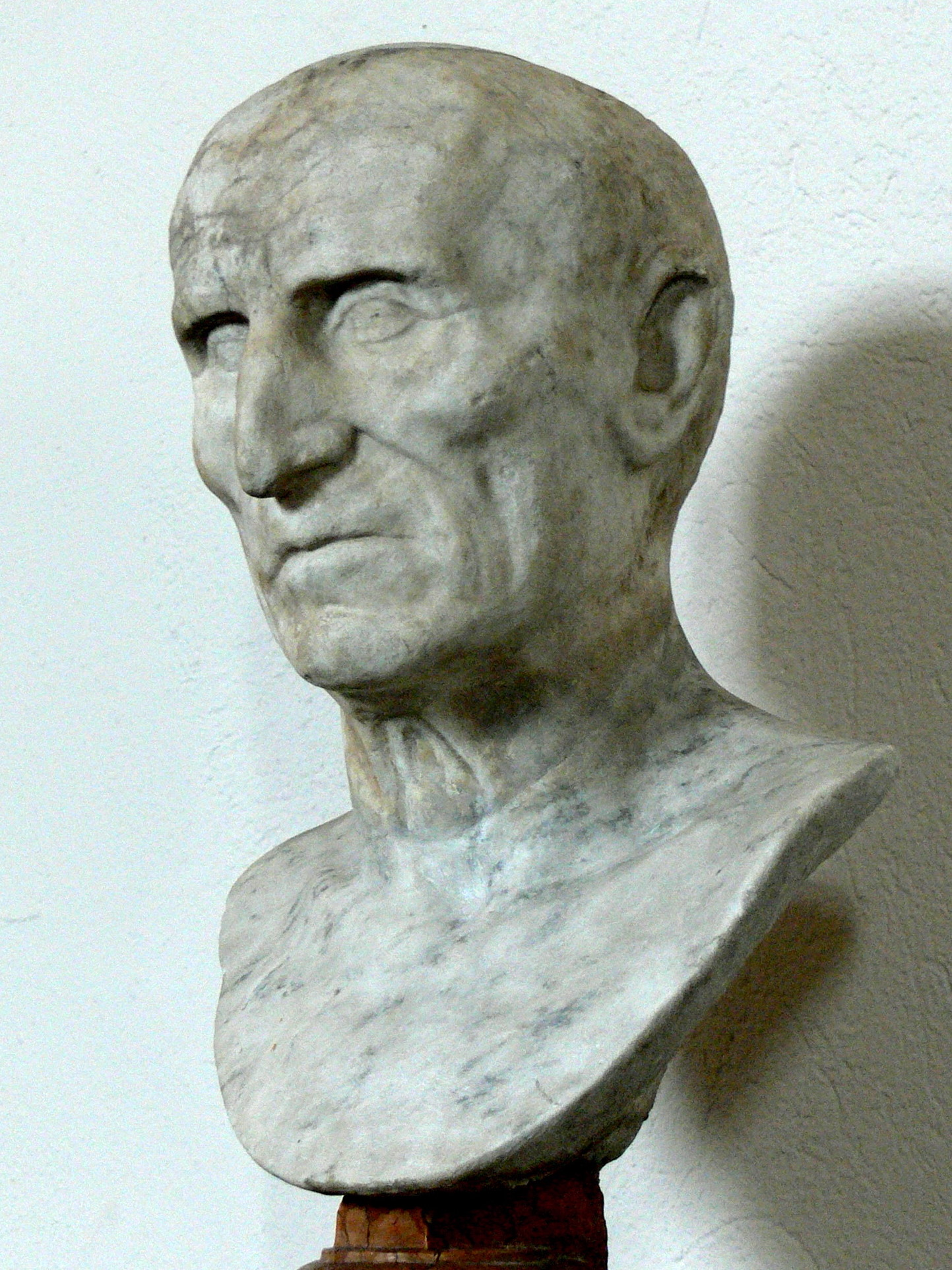
Busto di Galba, prozio di Dolabella (Antikensammlung im Königlichen Palast, Stockholm).

Rampollo dell'illustre gens patrizia repubblicana dei Cornelii Dolabellae, è stato ricostruito che Publio Cornelio Dolabella fosse figlio di Publio Cornelio Dolabella console ordinario del 10 e della sua seconda moglie Sulpicia Galbilla, figlia del console ordinario del 22 Gaio Sulpicio Galba (fratello del futuro princeps Galba, prozio quindi di Dolabella). Nonni paterni di Dolabella fu con ogni probabilità il console suffetto del 35 a.C. Publio Cornelio Dolabella e Quintilia, sorella dello sventurato Publio Quintilio Varo console ordinario del 13 a.C. e marito della pronipote di Augusto Claudia Pulcra: il matrimonio con Quintilia rese i Cornelii Dolabellae intimi della famiglia imperiale e congiunti degli Appuleii (una sorella di Quintilia sposò il nipote di Augusto e console ordinario del 29 a.C. Sesto Appuleio), dei Nonii Asprenates (un'altra sorella di Quintilia sposò l'intimo amico di Augusto Lucio Nonio Asprenate, figlio dell'omonimo console suffetto del 36 a.C. e padre dell'omonimo console suffetto del 6 e del console ordinario dell'8 Sesto Nonio Quintiliano), di Agrippa e di Tiberio (le prime mogli di Tiberio e di Varo erano figlie di Agrippa).

### Carriera politica
Nato attorno al 22 e cooptato nel collegio sacerdotale dei Salii Palatini, riservato a patrizi che avessero ancora padre e madre in vita, probabilmente nel 38 o 39, Dolabella fu presumibilmente questore attorno al 47 e pretore verso il 52.
Dolabella arrivò poi al vertice dello stato nel primo anno del principato di Nerone: egli fu infatti console suffetto nel 55 insieme all'illustre favorito imperiale Lucio Anneo Seneca, con un mandato bimestrale tra maggio e giugno, al termine del quale fu sostituito da Marco Trebellio Massimo. La nomina di un illustre patrizio come Dolabella al consolato si inserisce perfettamente nel contesto di una volontà neroniana di instaurare buone relazioni con l’ordine senatorio e in particolare con l’aristocrazia patrizia di antica o più recente origine.
Non sono noti altri incarichi politici per Dolabella.

### Il 68/69: ascesa di Galba e fine
Il pronunciamento di Galba, legatus Augusti pro praetore di Spagna Tarraconense, in ribellione contro Nerone nella primavera del 68 ebbe profonde e tragiche conseguenze per Dolabella, suo pronipote: da un lato, esso lo dovette far sentire particolarmente esposto ad una reazione da parte di Nerone, almeno prima del suicidio di questi il 9 giugno del 68, e dall'altro, la parentela con Galba, ormai vecchio e senza discendenti diretti, dovette insinuargli pensieri di speranza di partecipare al principato del vecchio prozio. Plausibilmente, dunque, Dolabella sarà stato tra quei senatori che collaborarono più attivamente alle iniziative anti-neroniane del prefetto del pretorio Ninfidio Sabino, in particolare per spingere al tradimento la guardia del corpo germanica di Nerone. Anche in seguito, infatti, Dolabella, a causa della prossimità dei suoi horti all'accampamento della guardia del corpo germanica, intrattenne con essa rapporti tali da far insospettire persino Galba, portandolo addirittura a far sciogliere la guardia del corpo germanica: evidentemente, dopo il suicidio di Nerone, Dolabella, conscio di essere in lizza per la successione al principato in quanto parente più prossimo di Galba (vi erano del resto persone che stavano cercando di convincere il vecchio princeps ad adottarlo, forse il prefetto del pretorio Cornelio Lacone e il liberto Icelo Marciano uniti contro il candidato di Tito Vinio, Otone), stava tramando per ottenere l'appoggio di un corpo militare su cui contare in caso di una lotta per il potere, proprio come Otone stava facendo nel medesimo tempo con i pretoriani; tuttavia, il sospetto di Galba, verosimilmente provocato da fautori del rivale Otone, frustrò i tentativi di Dolabella con lo scioglimento del corpo della guardia germanica.
La strategia di Dolabella dunque fallì, e nonostante la stretta parentela con Galba, questi decise di adottare come figlio e successore Lucio Calpurnio Pisone Liciniano; ciò provocò un colpo di mano da parte di Otone, che uccise Galba e Pisone e divenne princeps. L'ascesa di Otone significò problemi per Dolabella: egli infatti, poco prima della partenza di Otone per la campagna contro Vitellio il 14 marzo, fu relegato ad Aquinum dal nuovo princeps perché ancora sospetto ai pretoriani.

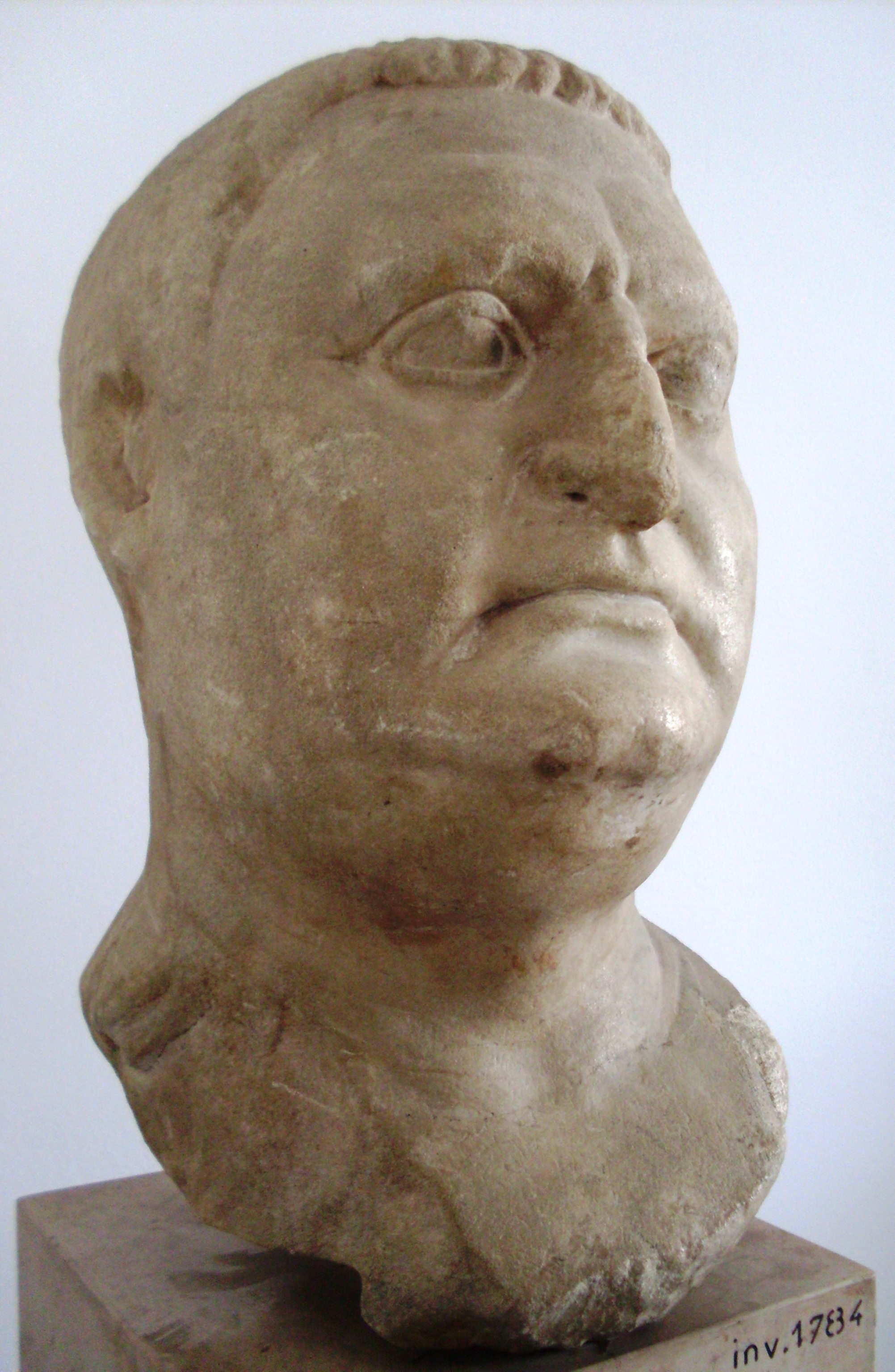
Busto di Vitellio, mandante dell'omicidio di Dolabella (Museo del Bardo, Tunisi).

La vittoria di Vitellio contro Otone a Bedriacum e il conseguente suicidio del secondo tra 14 e 16 aprile 69 sembrò rappresentare un barlume di speranza per Dolabella: egli, infatti, sfuggì al confino e ritornò frettolosamente a Roma. Tale comportamento fece insospettire i Vitelliani: il senatore di rango pretorio Marco Plancio Varo, amico intimo di Dolabella, costruì a causa di ciò un'accusa, completamente infondata secondo Tacito, portata presso il praefectus urbi Tito Flavio Sabino, dicendo che Dolabella era evaso e si era offerto di mettersi al comando degli anti-vitelliani sconfitti, arrivando a subornare una coorte urbana (la XVII) che era stata stanziata ad Ostia. Sabino, normalmente di natura mite, esitò ad agire contro Dolabella in una situazione tanto esplosiva, ma fu convinto dalla ferocia di Triaria, moglie di Lucio Vitellio e cognata di Vitellio, che lo intimò a non mettere in pericolo il nuovo princeps cercando di ottenere per sé una reputazione di clemenza: per paura di sembrar favorire Dolabella, Sabino decise di agire comunicando le accuse contro Dolabella a Vitellio. Il nuovo princeps nutriva per Dolabella non solo timore, ma anche odio, dal momento che Dolabella aveva sposato Petronia, ex-moglie di Vitellio: egli allora domandò per lettera che Dolabella fosse condotto da sé passando per Interamna, lontano dalla folla della Via Flaminia, ma al contempo ordinò a dei sicari di ucciderlo. Un sicario decise di prevenire tutto il tedio del trasporto, portò Dolabella in una locanda, lo gettò in terra e lo assassinò tagliandogli la gola: ciò avvenne tra aprile e maggio del 69. Il giudizio di Tacito, che è stato spesso accusato di simpatia nei confronti di Dolabella, cercando di discolparlo da ogni accusa, è icastico:
(Tacito, Historiae, II, 64 [trad. Gian Domenico Mazzoccato, Newton Compton].)

### Legami familiari
Come è evidente dal racconto di Tacito, Dolabella aveva sposato, almeno 15 anni prima della sua morte, Petronia, figlia o più probabilmente nipote del console suffetto del 19 Publio Petronio e sorella del console ordinario del 61 Publio Petronio Turpiliano: verso il 55, la coppia generò Servio Cornelio Dolabella Petroniano console ordinario nell'86; questi, forse con una Metilia, fu il padre di Servio Cornelio Dolabella Metiliano Pompeo Marcello console suffetto nel 113.